# Păstrează-mă doar pentru tine
Păstrează-mă doar pentru tine este un film românesc din 1987 regizat de Virgil Calotescu. Rolurile principale au fost interpretate de actorii Catrinel Dumitrescu, Tudor Petruț, Marian Râlea.

## Distribuție
Distribuția filmului este alcătuită din:
- Julieta Strâmbeanu
- Margareta Pogonat — Mama
- Tudor Petruț — Tudor
- Corina Constantinescu
- Cornel Ciupercescu — Pictorul
- Răzvan Popa — Titus
- George Ciubotaru — Studentul I
- Catrinel Dumitrescu — Livia
- Mircea Stoian — Studentul II
- Vasile Muraru
- Rodica Horobeț
- Marian Râlea — Miopul
- Adela Mărculescu — Lectorul universitar
- George Motoi — Tatăl

## Primire
Filmul a fost vizionat de 1.466.365 de spectatori în cinematografele din România, după cum atestă o situație a numărului de spectatori înregistrat de filmele românești de la data premierei și până la data de 31 decembrie 2014 alcătuită de Centrul Național al Cinematografiei.